# Iain McKenzie

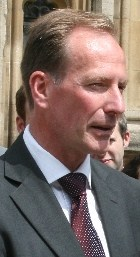
Iain McKenzie

Iain McKenzie (* 1959 in Greenock) ist ein schottischer Politiker der Labour Party.

## Leben
McKenzie wurde 1959 im Rankin Hospital in Greenock geboren und lebte stets in der Region Inverclyde. Er besuchte die Lady Alice Primary School, die Greenock High School sowie die Highlanders Academy. Er begann eine Lehre als LKW-Mechaniker und arbeitete dann 28 Jahre lang für IBM, wo er in der Einkaufsabteilung aufstieg. 2010 wechselte McKenzie zur Wise Group. Er ist verheiratet und Vater zweier Söhne.

## Politischer Werdegang
Im Jahre 2003 wurde McKenzie für die Labour Party in den Regionalrat von Inverclyde gewählt. Ab 2007 fungierte er als stellvertretender Ratspräsident. Nachdem McKenzies Parteikollege David Cairns, welcher den Wahlkreis Inverclyde seit seiner Einführung 2005 im britischen Unterhaus vertrat, 2011 verstarb, wurden in dem Wahlkreis Nachwahlen erforderlich. Zu diesen schickte die Labour Party McKenzie als Nachfolger Cairns’ ins Rennen. Am Wahltag gewann McKenzie mit 53,8 % die Stimmmehrheit und zog in der Folge erstmals in das House of Commons ein. Dort nahm er ab Oktober desselben Jahres die Position eines Parliamentary Private Secretary (PPS) von Margaret Curran ein, die im Schattenkabinett der Labour Party als Schottlandministerin vorgesehen war. Ein Jahr später fungierte er als PPS des Schatten-Verteidigungsministers Vernon Coaker. Nach massiven Stimmgewinnen der SNP bei den folgenden Unterhauswahlen 2015 konnte sich McKenzie nicht gegen den SNP-Kandidaten Ronnie Cowan durchsetzen und schied nach vier Jahren wieder aus dem House of Commons aus.